# Zajazd Dziekanka w Warszawie
Zajazd Dziekanka – zabytkowy budynek znajdujący się przy ul. Krakowskie Przedmieście 56 w Warszawie. 

## Historia
Dziekanka powstała w XVI w. jako piętrowy, murowany dwór. Wzniesiono go w głębi działki. Pierwszym jej właścicielem był ówczesny proboszcz parafii św. Jana. Dziedziniec Dziekanki oskrzydlały dwie oficyny: stajenna i kuchenna, a od frontu zamykał go parkan. W wyniku pożaru w 1657 r. dwór uległ spaleniu. Był to przełomowy moment w historii budowli, gdyż już nigdy nie odzyskała ona pierwotnej formy. Do II połowy XVIII w. na działce wznosiły się zabudowania drewniane. Usytuowane były one wzdłuż boków i od frontu posesji.
Zajazd Dziekanka wzniesiono na krótko przed 1784 r. Był to kompleks składający się z budynku frontowego i trzech, znacznie niższych od niego oficyn. Lokalizacja przy wąskiej ulicy – gdzie powożenie było bardzo utrudnione – wpłynęła na kształt budynku w postaci wnęki w bramie. W 1865 r. wyburzono jedno ze skrzydeł kompleksu. Zmieniło to zarówno kształt jak i orientację budowli. Dziekanka „zwróciła się” ku Krakowskiemu Przedmieściu.
W 1944 r. podczas akcji niszczenia stolicy przez wojska niemieckie, Dziekanka została spalona. Zniszczenia budynku szacowano po wojnie na ok. 85%. W 1946 r. rozebrano tylną ścianę budynku frontowego, która najbardziej ucierpiała wskutek pożaru. 
Budynek odbudowano ze środków Społecznego Funduszu Odbudowy Stolicy. Budynek oddano do użytku w sierpniu 1948 z przeznaczeniem na Dom studencki dla studentek. Autorami projektu architektonicznego byli Mieczysław Kuzma i Zygmunt Stępiński. Zaproponowali oni zmianę funkcji części oficyn, z gospodarczej na mieszkalną. Frontowej, czterokondygnacyjnej elewacji, nadali wygląd renesansowego dworu z attyką. Starannie odtworzyli okapowe dachy i drewniane galerie od strony dziedzińca.
Obok starej wybudowano „Nową Dziekankę”. Razem stanowią dziś ośrodek bursowy. Mimo że powstały w odstępie 200 lat, harmonizują ze sobą architektonicznie. Obecnie mieści się tu akademik dla studentów Uniwersytetu Muzycznego Fryderyka Chopina.
Dziekanka połączona jest z budynkiem klasztornym karmelitów charakterystyczną bramą, którą prowadzi droga spacerowa poprzez ulicę Mularską.
Mieszkał tu Józef Elsner, nauczyciel Fryderyka Chopina i twórca Warszawskiego Konserwatorium.

## Architektura
Dziekanka to czterokondygnacyjny budynek murowany. Posiada stromy, najeżony kominami dach pokryty dachówką ceramiczną. Prostą w formie elewację przecinają wąskie, poziome gzymsiki. Okna są prostokątne, najmniejsze na pierwszym piętrze; poza parterem, ozdobione płaskimi opaskami.
W centralnej części elewacji znajduje się olbrzymia, łukowato zakończona nisza, sięgająca ostatniego piętra, wykończona, podobnie jak okna, prostą opaską. W niszy znajduje się brama wjazdowa, ozdobiona płaskimi kolumnami (odtworzonymi przed 1937). Wnętrze niszy podzielone jest na pięć części. Na wysokości trzeciej kondygnacji, powyżej kolejnej listwy gzymsu łuki stają się płaskimi żebrami, gwiaździście zbiegającymi się. Ostatnie okno prostokątne, zlokalizowane na wysokości piętra, ozdobione jest płaską opaską, identycznie jak pozostałe okna tej kondygnacji. W sąsiednich częściach na dwóch kondygnacjach przebito wąskie okienka szczelinowe. W niszach po prawej i lewej stronie umieszczone są tablice informacyjne: jedna mówi o Dziekance, druga poświęcona jest Józefowi Elsnerowi.